# Dia E

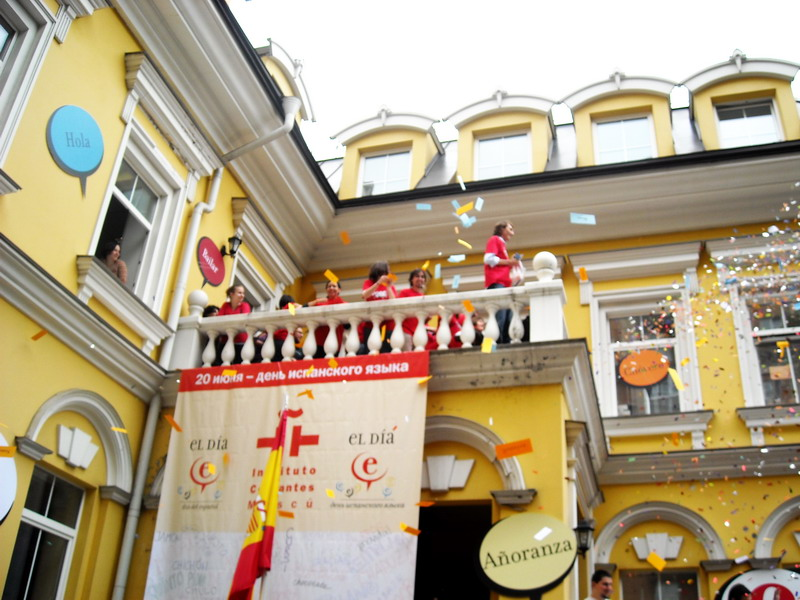
Celebració del Dia E a Moscou l'any 2009.

El Dia E o Dia de la llengua espanyola és una commemoració festiva promoguda per l'Instituto Cervantes des del 2009, que se celebra el dissabte més pròxim al solstici de juny, i l'objectiu del qual és difondre la cultura de l'espanyol, celebrar la seva importància al món i fomentar la unitat dels seus parlants.
En aquesta jornada, els Instituto Cervantes de tot el món organitzen diversos events i propostes relacionades amb la llengua i la cultura hispanes, incloent concerts, exposicions, conferències i «pluges de paraules». Al mateix temps, es posen en marxa activitats participatives a internet, como ara l'elecció de la paraula favorita en llengua espanyola, i jocs relacionats amb l'idioma.

## Edicions
| Edició | Data               | Paraula favorita | Notes |
| ------ | ------------------ | ---------------- | --- |
| 1a     | 20 de juny de 2009 | Malevo           | Vol dir "delinqüent" a l'argot lunfardo de Buenos Aires.                                                                                   |
| 2a     | 19 de juny de 2010 | (vacante)        | Més votades: "arrebañar", "cachivache", "gamusino", "infinito", "limón", república, "sueño", "tiquismiquis", "titipuchal" i "tragaldabas". |
| 3a     | 18 de juny de 2011 | Querétaro        | Suggerida per Gael García Bernal i escollida entre 35 candidates proposades per les corresponents personalitats hispanoparlants.           |